# Cornubrotica iuba
Cornubrotica iuba là một loài bọ cánh cứng trong họ Chrysomelidae. Loài này được Moura miêu tả khoa học năm 2005.